# 广播电视广告播出管理办法
《广播电视广告播出管理办法》是國家廣播電視總局印发的有关電視廣告的部门规章。

## 意义
该办法规范了广告播出，也禁止了某种广告的播出（例如在电视剧中间插播广告）。